# ITF Women's Circuit Istanbul 2 2013
L'ITF Women's Circuit Istanbul 2 2013 è stato un torneo di tennis facente parte della categoria ITF Women's Circuit nell'ambito dell'ITF Women's Circuit 2013. Il torneo si è giocato a Istanbul in Turchia dall'8 al 14 luglio 2013 su campi in cemento e aveva un montepremi di $25,000.

## Vincitrici

### Singolare
Elizaveta Kuličkova ha battuto in finale  Kateryna Kozlova con il punteggio di 6–3, 4–6, 6–0

### Doppio
Oksana Kalašnikova /  Ljudmyla Kičenok hanno battuto in finale  Alona Fomina /  Anja Prislan con il punteggio di 6–2, 4–6, [10–7]